# セドリック・エマンス
セドリック・エマンス（Cédric Heymans、1978年7月20日-）はフランス、ブリーヴ＝ラ＝ガイヤルド（コレーズ県）出身のラグビー選手。ウィング（左側）として、フランス代表とスタッド・トゥールーザンでプレーしている。たまにセンターやフルバックのポジションでもプレーする。
2006年3月に、元フランス代表選手クリスチャン・バダンの婿となった。

## キャリア

### クラブ
- メイサック　Meyssac
- -1997　CAブリーヴ　CA Brive
- 1997-2001　SUアジャン　SU Agen
- 2001-     スタッド・トゥールーザン　Stade Toulousain

### フランス代表
2000年4月1日のイタリア戦で初キャップ。

## タイトル

### クラブ
- Top14準優勝：2003、2006。
- ハイネケンカップ
  - 優勝：2003、2005。
  - 準優勝：2004。
- ヨーロピアン・シールド準優勝：1998。

### フランス代表
- 36セレクション。
- 10トライ、50得点。
- 年ごとのセレクション：2(2000)、3(2002)、5(2004)、8(2005)、7(2006)、11(2007)。
- シックス・ネイションズ出場：2000、2005、2006、2007。
  - 優勝：2006、2007。
- フランスA代表：2002年に1セレクション（オーストラリアA）。

### ワールドカップ
- 2007年 : 5セレクション（アルゼンチン、ナミビア、アイルランド、ニュージーランド、イングランド）。